# Neil Smith (géographe)
Pour les articles homonymes, voir Neil Smith et Smith.
Neil R. Smith, né le 18 juin 1954 à Leith en Écosse et mort le 29 septembre 2012 à New York, est un géographe britannique. Il est professeur d'anthropologie et de géographie à l'université de la Ville de New York.

## Biographie
Neil Smith commence ses études à l'université de St Andrews puis obtient son doctorat à l'université Johns-Hopkins, où il travaille avec David Harvey. Il enseigne ensuite à l'Université Columbia puis à l'Université Rutgers, avant de rejoindre l'université de la Ville de New York. Il enseigne également, plus récemment, à l'Université d'Aberdeen.
Théoricien majeur du marxisme, Neil Smith est aussi un militant engagé dans la société. Il est surtout connu pour son analyse de la gentrification  : la reconquête des centres-villes des grandes métropoles (d’abord nord-américaines, puis européennes) depuis la fin des années 1980 par la bourgeoisie, et son corollaire, l'expulsion des plus pauvres en périphérie par le phénomène dit du "rent gap" (variation haussière extrême des loyers). Il insiste particulièrement sur le rôle du marché immobilier dans ce processus. Ses travaux portent aussi sur le rôle de la science géographique dans l’impérialisme américain et la responsabilité des intellectuels dans la propagation de la mondialisation néolibérale.

## Principaux ouvrages
- 2006 The Politics of Public Space, Routledge (avec Setha Low)
- 2005 Endgame of Globalization, Routledge
- 2002 American Empire: Roosevelt's Geographer and the Prelude to Globalization. University of California Press
- 1996 The New Urban Frontier: Gentrification and the Revanchist City. Routledge.
- 1994 Geography and Empire: Critical Studies in the History of Geography, Basil Blackwell, Oxford (dirigé avec Anne Godlewska)
- 1986 Gentrification of the City, George, Allen and Unwin, London (édité avec Peter Williams)
- 1984 Uneven Development: Nature, Capital and the Production of Space. Basil Blackwell.

## Distinctions
- Los Angeles Times Book Prize 2003 : American Empire: Roosevelt’s Geographer and the Prelude to Globalization (University of California Press).